# Ditte Cederstrand (dokumentarfilm)
Ditte Cederstrand er en dansk portrætfilm fra 1980 instrueret af Per Poulsen.

## Handling
Gennem samtaler med forfatteren Ditte Cederstrand og klip fra film fortælles der om hendes liv og om, hvordan disse oplevelser har haft indflydelse på hendes forfatterskab.